# Fernão Dias Pais Leme
Fernão Dias Pais Leme (São Paulo, c. 1608 – sertão do Espírito Santo, provavelmente Quinta do Sumidouro, em 1681) foi um bandeirante paulista. Ficou conhecido como "O Caçador de Esmeraldas". É o bandeirante de mais largo renome, juntamente a Antônio Raposo Tavares. 

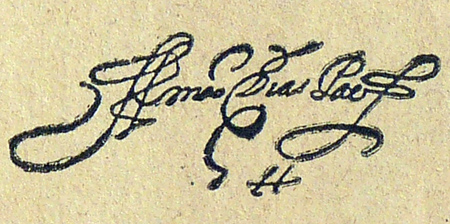
Autógrafo de Fernão Dias.

## Origens
Fernão Dias Pais Leme nasceu em 1608, nas proximidades da vila de São Paulo dos Campos de Piratininga, filho de uma família de boa situação da Capitania de São Vicente. Ele era filho de Pedro Dias Pais Leme, por sua vez de Fernão Dias Pais Leme e de Lucrécia Leme, com Maria Leite da Silva, filha de Pascoal Leite Furtado, dos Açores, de nobre família, e Isabel do Prado.

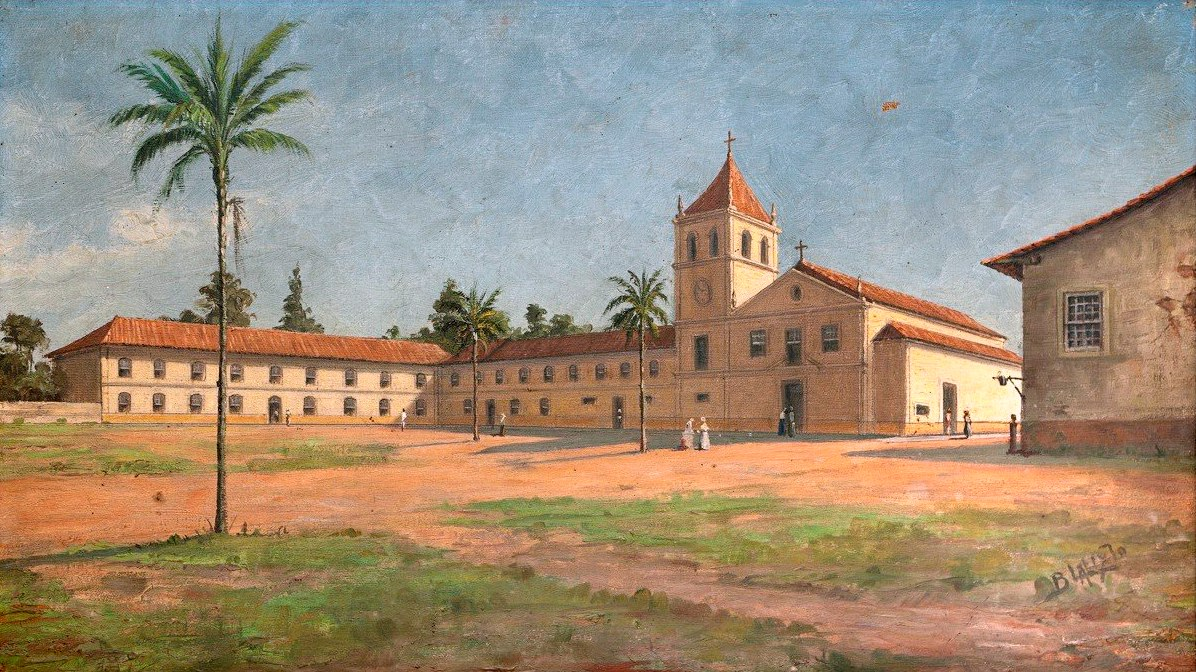
Pátio do Colégio, centro de São Paulo, pintado por Benedito Calixto.

São Paulo nessa época era um pequeno vilarejo muito pobre que tinha em torno de 2 mil habitantes.

## Nome
Nos documentos da época, seu nome é grafado Fernam Diaz Paes, que em sua grafia contemporânea seria Fernão Dias Pais. O acréscimo do sobrenome Leme é atribuído ao seu sobrinho-neto Pedro Taques de Almeida Pais Leme, por conta de interesses nobiliárquicos e genealógicos.
Contudo, Luís Gonzaga da Silva Leme, em sua Genealogia Paulistana, afirma que Fernão Dias efetivamente descendia da família Leme, apesar de não ter utilizado o seu nome. Esse ramo de sua família descenderia de um Maerten Lems, flamengo do Condado de Flandres, que, cansado das lutas contra a Espanha, se mudou para Lisboa, constituindo família em Portugal. Um ou mais filhos de Marten, já nascidos em Portugal, migraram para a Ilha da Madeira e de lá para o Brasil, para a Capitania de São Vicente.
Portanto o hábito do alongamento do nome provém certamente do fato de que seus descendentes adotaram os nomes de Pais Leme para a sua família. Com a fundação da Vila de São Paulo de Piratininga, subiram a Serra do Mar e se transformaram numa das mais importantes famílias paulistanas. Desse tronco descende Fernão Dias e outros Lemes, principalmente no interior de São Paulo, Paraná e no sul do Rio de Janeiro e de Minas Gerais[5].
Fernão Dias Pais, eis como sempre assinou, quer nos inventários de seu Pai e de sua mãe, nas atas da Câmara Municipal de São Paulo e no registro geral de sua república. Assim também nos autos de questões judiciais em que se envolveu.

## Biografia

### Primeiros anos
Em 22 de janeiro de 1609, a família Dias recebeu do Capitão-Mor da Capitania de São Vicente Gaspar Conqueiro uma Sesmaria, na Vila de São Paulo dos Campos de Piratininga. Fernão Dias residia em sua fazenda do Capão, no atual Pinheiros, e, em 1626, assumiu o cargo de Fiscal de Rendas da câmara municipal.

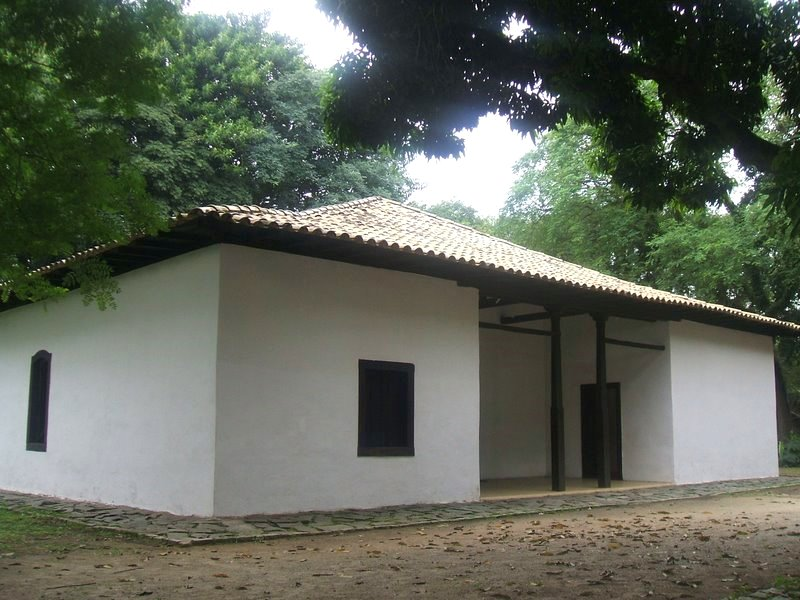
Casa do Butantã, em São Paulo, construída no século XVIII. Significativo exemplo de casa bandeirista. Localizada próximo ao rio Pinheiros.

### A bandeira de 1638

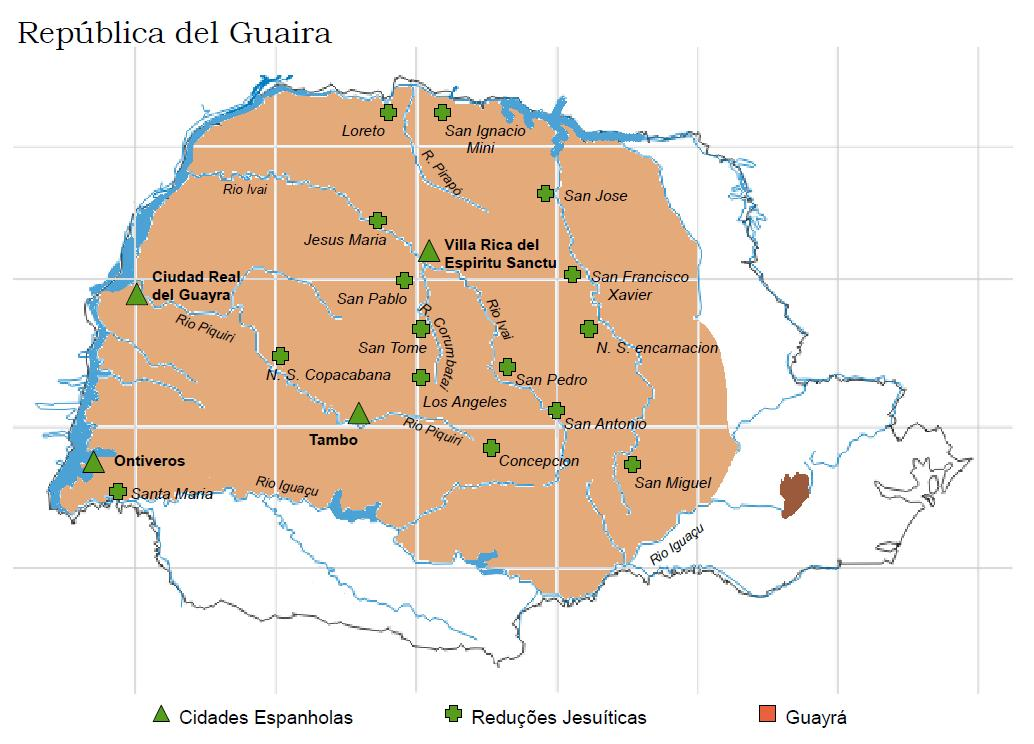
Mapa do estado atual do Paraná mostrando a região do Guayrá em marrom. Missões jesuítas estão marcadas com cruzes e assentamentos espanhóis com triângulos. Muitas atacadas e destruídas por bandeiras de Fernão Dias.

Integrou a famosa bandeira de Antônio Raposo Tavares, ao sul do Brasil, em 1638, que devassou os atuais estados do Paraná, Santa Catarina, Rio Grande do Sul e talvez o Uruguai. Nos ataques às reduções do Ibicuí, no atual Rio Grande do Sul, acompanhava-o o irmão Pascoal Leite Pais, que, sofrendo uma derrota a tropa que comandava, como capitão, em Caaçapaguaçu, em 1638, foi preso pelos espanhóis comandados por D. Pedro de Lugo e levado para o rio da Prata. Somente anos depois voltaria a sua fazenda de Parnaíba em São Paulo para tomar parte em bandeiras até morrer em 1681.

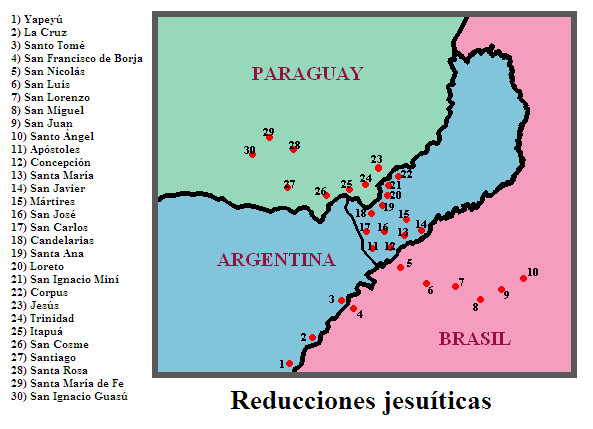
Mapa dos Trinta Povos das Missões, entre Paraguai, Argentina e o Rio Grande do Sul. Os Sete Povos na área cor de rosa (antiga região do Tape).

### A bandeira de 1644
Defensor da expulsão dos jesuítas, que não concordavam com a escravização dos índios, partiu em nova bandeira, de 1644 a 1646, dessa vez pelo sertão paulista. Ele seria eleito juiz ordinário em 1651 e, em 1653, promoveria uma reconciliação entre paulistas e jesuítas.

### Reforma do Mosteiro de São Bento

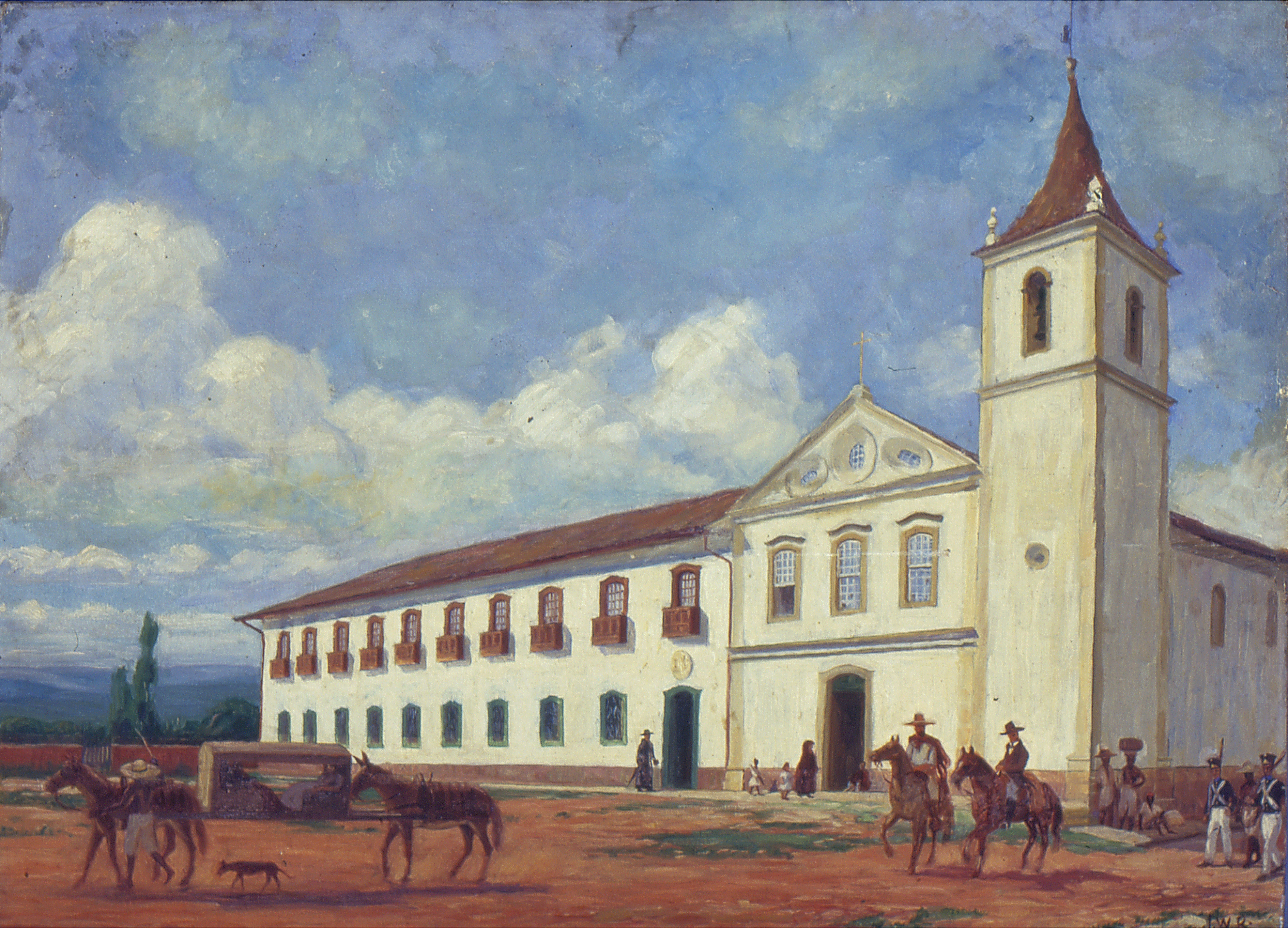
Largo e Mosteiro de São Bento, 1830. Pintura de José Wasth Rodrigues. Acervo de Museu do Ipiranga.

A vila de São Paulo, que apenas em 1711 seria promovida ao estatuto de cidade, desenvolveu-se em torno do Colégio dos Jesuítas, a partir de 1554. Desde essa época a vila contou com a presença da Ordem de São Bento, que, por iniciativa do frade beneditino Mauro Teixeira, vindo da Bahia, mandou construir "uma pequena capela sob a invocação de São Bento" na região da aldeia de Inhambuçu, na qual vivia o cacique Tibiriçá. Nessa localidade, que hoje corresponde ao Largo São Bento, no triângulo histórico do Centro de São Paulo, ao longo dos séculos seria construído o Mosteiro de São Bento.
Por volta de 1650 a capela local teria sido reformada com o auxílio de Fernão Dias. Segundo Afonso d'Escragnolle Taunay, em 1646 os beneditinos pediram à Câmara da vila de São Paulo ajuda para reverter o estado de penúria de suas instalações, e Fernão Dias teria intervindo, em 1650, prontificando-se a reformar a capela. Ele teria organizado a construção de três novos altares, de um púlpito, e de um novo dormitório para os religiosos, por meio do trabalho de numerosos indígenas escravizados. Além disso, ele passou a contribuir regularmente com dinheiro para a manutenção da igreja, e doou terras na região conhecida como Tijucuçu ou fazenda São Caetano, onde os beneditinos já possuíam propriedades, para contribuir na renda do Mosteiro. Seu envolvimento deu-se por questões de parentesco, visto que o abade do mosteiro era cunhado de sua irmã, Verônica Dias Leite, e também porque "o investimento na aquisição de bens simbólicos junto à Igreja [...] era uma estratégia bastante comum no esforço de distinção social nos marcos da cultura do Antigo Regime português".

### A bandeira de 1661
Mas, em 1661, empreendeu novas expedições ao sertão, contra as missões jesuíticas em busca de índios para escravizar. Penetrou o Sul "até a serra de Apucarana", no "Reino dos índios da nação Guaianás", ou seja, no sertão do atual estado do Paraná. Retornou em 1665, com gente de três tribos, mais de quatro mil índios, mas, sem conseguir vendê-los, passou a administrá-los numa aldeia às margens do Rio Tietê, em suas terras, abaixo da vila de Parnaíba. Abastecia assim suas próprias lavouras.
As grandes expedições e descobertas por Lourenço Castanho Taques, Borba Gato, Matias Cardoso de Almeida e Fernão Dias se deram entre 1660 e 1670. Desde que uma entrada pelo Espírito Santo, chefiada por Marcos de Azeredo, dito O Velho, trouxe amostras de esmeraldas, em 1611, havia renascido o sonho de encontrar tais pedras.
Em 1671, Fernão Dias Pais Leme recebeu ordens do governador Afonso Furtado para penetrar no sertão em busca das esmeraldas da mítica serra do Sabarabuçu. Uma carta régia de 21 de setembro de 1664 tinha-lhe pedido para "ajudar Agostinho Barbalho Bezerra", de modo que a corte começava a tomar conhecimento das esperanças por ouro renascidas no Sabaraboçu.

### A bandeira de 1674
Elogiado pelos seus grandes serviços pelas cartas régias de 27 de setembro de 1664, de 3 de novembro de 1674, de 4 de dezembro de 1677 e de 12 de novembro de 1678, o bandeirante predador de índios se animou à empresa. Escreveu ao governador – ou lhe escreveu D. Afonso Furtado de Castro do Rio de Mendonça, senhor e depois primeiro visconde de Barbacena e governador-geral desde 8 de maio de 1671, incentivando-o a buscar regiões de prata e esmeraldas. Deu-lhe carta patente de chefe da grande bandeira com o título de "governador das esmeraldas e da conquista dos índios Mapaxós."
Para outros historiadores, como Diogo de Vasconcelos, Fernão Dias Pais Leme se ofereceu ao governador. Diz ele: "Seria chefe de ilustre família, senhor de vastos latifúndios e milhares de escravos, aldeias de índios que administrava, e grossos cabedais, além de corpo de armas numeroso."
De qualquer jeito, data de 30 de outubro de 1672 sua patente de "governador das esmeraldas",  vinda da Bahia. No início dos preparativos, usou Manuel Pires Linhares, outro sertanista notável que viria a figurar, juntamente a Marcos de Azeredo Coutinho, como o descobridor das minas no distrito dos Cataguás ou Cataguazes. Teria Fernão declarado, em 1672, à câmara de São Paulo, "que ia aventurar pelas informações dos antigos e que se reportava ao que tinha escrito ao governo deste Estado sobre minas de prata e esmeraldas".
Teria sessenta anos: D. Lucrécia Leme, sua avó, viúva de Fernão Dias Pais Leme, em termo de inventário de 12 de maio de 1606, declara ter tido seu quinto filho Pedro Dias Pais (pai de Fernão Dias Pais Leme) aos 22 anos. Fernão Dias foi o primogênito.
Na carta recebida do rei, elogiando seus grandes serviços, insinuava a conquista dos índios goianás. Ora, parte dessa nação, aterrada, se refugiara além da serra atual de Apucarana, onde formaram reino em que, em breve, guerreariam entre si. Eram os índios de melhor índole em sociedade, monógamos, cultivando a terra, vivendo em aldeias, mostrando noções de governo incomuns. Fernão Dias aproveitara a ocasião e penetrou o sertão, quando da guerra de extermínio entre eles, e conquistou-os para os apresentar ao grêmio da Igreja, conduzindo mais de cinco mil para as terras do rio Tietê junto à vila de Parnaíba, de sua propriedade. Quando da morte depois de seu régulo Tombu, que recusara de início receber o batismo por não crer numa lei em que o Senhor não castigava de pronto os infratores, mas afinal se batizara e recebera nome de Antônio, os goianás quiseram voltar ao sertão, mas Dias Pais os impedira, e com eles compôs a principal coluna da leva com que mais tarde marchou para o sertão.
A 8 de agosto de 1672, Fernão Dias Pais Leme se apresentou à câmara de São Paulo a chamado de seus oficiais e declarou que, em cumprimento da carta régia, partiria em março seguinte para o sertão de Sabarabuçu a fim de descobrir prata e esmeraldas. Itaverava-uçu ou Sabarabuçu era a "serra que resplandece", inventada por Filipe Guilhem: sertanista castelhano, a procurar nas "gerais" sem tamanho a misteriosa montanha de prata ou esmeralda, visão do paraíso... Buscavam também o lugar denominado por Marcos de Azeredo Coutinho, o primeiro que penetrou aqueles sertões, onde morreu de carneiradas, de que mais tarde será também será vitima o próprio Fernão Dias Pais Leme no rio Sumidouro, chamado Anhonhecanduva pelos índios.
Sua bandeira foi precedida pela bandeira de Matias Cardoso de Almeida, enviado em 1673 com a missão de plantar as indispensáveis roças de mantimentos. Matias Cardoso havia conhecido os tais índios mapaxós, aos quais obrigara a ir cada vez para mais longe. A outra parte da bandeira, ou segunda vanguarda, comandada por Bartolomeu da Cunha Gago, partiu no início de 1674, procedendo às colheitas e armazenando-a ao longo da jornada.

#### A partida
Em 20 de julho de 1674, Fernão Dias escreveu carta a Bernardo Vieira Ravasco em que diz: "minha partida que será amanhã, sábado, 21 de julho de 1674, com 40 homens brancos e tenho quatro tropas minhas com toda a carga de mais importância no serro onde está o capitão Matias Cardoso esperando por mim, o qual me mandou pedir gente escoteira com pólvora e chumbo."[carece de fontes?]
Matias Cardoso de Almeida se unira à expedição com um terço de sua própria dependência, armado a sua custa. Por vanguarda, já Bartolomeu da Cunha Gago fora enviado na frente.
Fernão partiu em 21 de julho de 1674. Teria sessenta e seis anos, e se fez acompanhar de seiscentos homens mais (cerca de quarenta brancos ou mamelucos e o restante de índios), entre eles seu filho Garcia Rodrigues Pais e seu genro Manuel da Borba Gato, casado com Maria Leite, além de numerosos outros sertanistas experientes: Francisco Pais de Oliveira Horta, seu genro, casado com Mariana Pais Leme; Francisco Pires Ribeiro, também chamado "Francisco Dias da Silva", seu sobrinho, filho de sua irmã Sebastiana Dias Leite e de Bento Pires; Antônio Bicudo de Alvarenga; Antônio Gonçalves Figueira; Antônio do Prado da Cunha; Baltasar da Costa Veiga; Belchior da Cunha, mameluco; Diogo Barbosa Leme;  Domingos Cardoso Coutinho; João Bernal, que desertou com sua tropa em 1680; João Carvalho da Silva; José da Costa; José de Castilhos, que teve o posto de capitão e por morte de Fernão Dias, em 1681, ficou tomando conta do arraial de Itamarandiba; José de Seixas Borges, Manuel da Costa, Marcelino Teles; Pedro Leme do Prado, irmão de Diogo Barbosa Leme, e outros homens de séquito, além de índios goianazes e de tapanhunhos (escravos negros), para o descobrimento do ouro e esmeraldas – que somente cinco anos mais tarde seria realizado no sertão de Minas Gerais, e não por eles.
Seguiu, como capelão, o padre João Dias Leite, talvez o primeiro padre a rezar missa no sertão dos Cataguás, e o filho mameluco de Fernão, José Dias Pais.

#### Especulações sobre a rota
Não se sabe na verdade por onde andou a bandeira. Uma hipótese é ter descido o vale do Paraíba rumo a Taubaté, ou à atual Lorena, transpondo a serra da Mantiqueira pela garganta do Embaú, como mais tarde seria tão usual, transpondo os rios Passa-quatro, então chamado Passa-trinta, e Capivari, estabelecendo-se no sítio onde dessa povoação primitiva surgiria mais tarde a cidade de Baependi. Outra hipótese fala em um ponto mais a oeste no território das atuais Minas Gerais, depois de atingido o rio Atibaia ou o rio Jaguari.
Certamente, depois atravessou o rio Verde e o rio Grande, estabelecendo-se em Ivituruna, que, segundo o célebre historiador mineiro Diogo de Vasconcelos, seria "o primeiro lar da pátria mineira", e ali teria passado a estação chuvosa (de outubro a março).
No ano seguinte, 1675, deve ter-se posto em marcha, transpondo a Serra da Borda, alcançando a região do campo, tendo, no rio Paraopeba, (nome que vem de piraipeba – "rio de peixe chato") fundado o arraial de Santana dos Montes. Teria depois passado ao vale do rio das Velhas e estabelecido o arraial de São João do Sumidouro. Chegando a esse lugar, denominado pelos naturais "Anhonhecanhuva" (água que some, sumidouro), ficou por quatro anos (talvez de 1675 a 1681), fazendo diversas entradas no sertão que têm os distintos nomes de Sobra Buçu, Subrá buçu ou Sabarabuçu – uma serra a que hoje chamam Serra Negra ou Serra das Esmeraldas, próxima do Sumidouro – vizinha ao Sumidouro e chamam simplesmente Sabará. Diogo Vasconcelos explica tal nome: os índios, acreditando que os rios grandes eram pais dos rios pequenos, chamavam o rio das Velhas, da barra para baixo, "pai" ou çuba, e da barra para cima,  çubará ou "pai partido". De modo que ao menor chamavam çubará-mirim, e era o que vai da Itambira. Posteriormente, por abreviação ficou-se chamando rio das Velhas e aquele simplesmente Sabará. O nome se referia portanto ao vale de um rio, uma região, e não a uma serra, ensina o historiador mineiro.
Havia dois caminhos para uma bandeira: seguir as águas de um rio ou abrir as trilhas na selva. Em busca das esmeraldas, Fernão Dias serviu-se de ambos.

#### Permanência
Borba Gato foi destacado para pesquisar ouro no  Uaimi-i – ou Guaxim, Guaicuí, Rio das Velhas –, onde talvez tenha estabelecido os primórdios da cidade de Sabará. Durante sete anos, até 1681, percorreu a bacia do Jequitinhonha, pesquisando de vale em vale, provavelmente nos rios das Mortes, Paraopeba, das Velhas, Araçuaí e Jequitinhonha. Fundaram numerosos arraiais, dos quais apenas dois podem ser indicados com certeza: o atual Santana do Paraopeba e o de Sumidouro (do rio das Velhas). Mas se especula, com base em manuscrito de Pedro Dias Pais Leme, marquês de Quixeramobim, seu neto, que tal expedição tinha como outros postos ou celeiros os lugares onde nasceriam os arraiais de Vituruna ou Ibituruna ("serra negra"), Roça Grande, Tucambira ou Itacambira, Itamarandiba, Esmeraldas, Mata das Pedrarias e Serra Fria – escalas de roteiro e localidades que serviram às expedições posteriores e que se tornaram povoados.
Houve grandes dificuldades, como a luta contra os índios, o abandono de companheiros descrentes (como Matias Cardoso de Almeida) e dos dois capelães, a falta de recursos de São Paulo, a conspiração, em Sumidouro ou Anhanhonhecanha, de seu filho natural mameluco, José Dias Pais, o qual foi sentenciado pelo pai à morte por enforcamento.
Depois dos socorros enviados de São Paulo por sua mulher, pois para lá despachara dois índios goianás como postilhões, dando notícias ao príncipe-regente e ao governador, Fernão Dias partiu pela dilatada montanha. Teria prosseguido com Borba Gato, Francisco Pires Ribeiro, o cabo José de Castilhos, companheiro valoroso, seu filho Garcia. Estava reduzida agora sua bandeira. Acompanhou a cordilheira central e seguiu o rio das Velhas até encontrar a serra do Espinhaço, que foi sempre flanqueada do lado do poente; perlongando-a em toda sua extensão, chegou ao Itambé, entrando nos vales do rio Itamarandiba e do rio Araçuaí e às nascentes do rio Pardo. Diz Vasconcelos: "transporta aí – no Itambé – a serra para o nascente, ganhou o fio do Itamirindiba ('rio de cascalho, pedrinhas soltas'), pelo qual viajaram até foz do rio Araçuaí ("rio grande do oriente"), por cujo vale andaram até passar para a margem esquerda em lugar próprio, indicado pelo agulhão". Os roteiros do sertão eram familiares, Fernão Dias de Sul a Norte cortou diretriz tão certa que seus arraiais se colocaram mais ou menos sob o mesmo meridiano da Garganta do Embaú; encontrava-se agora com a antiga orografia dos trilhos de Marcos de Azeredo Coutinho, embora viesse de rumo invertido de Sul a Norte: do Araçuaí, apontaram para a conhecida serra dilatada de onde nasce o rio das Ourinas, hoje rio Pardo, mais tarde explorado, e devassando as cercanias em busca da Lagoa Vapabuçu, encontraram "horda de selvagens", prenderam um que se ofereceu por guia – a lagoa ficava além da Itacambira ("pedra pontuda") e o índio conhecia os socavões das esmeraldas. Chegaram à lagoa afinal, apesar da influência deletéria do clima, colheram pedras.
O desânimo é transformado em festa. No mesmo dia, Fernão Dias despacha para São Paulo um sobrinho, Francisco Ribeiro, com a boa notícia. E, para provar a grande descoberta, o portador leva consigo 147 esmeraldas. Na volta, fundaram, ali, o arraial de Itacambira para servir de celeiro e guarnição do distrito das esmeraldas; era zona de índios tapajós. Voltando, nos chãos do Guaicuí o assaltaram as carneiradas, nome que se dava às febres palustres no sertão, e agravando-se seus padecimentos morreu à vista do Sumidouro, em maio de 1681.
Especula-se hoje que deve ter ido pelo vale do rio (e serra?) de Itacambira (traduzido do tupi antigo, "pedra da cabeça pontuda": itá, pedra + akanga, cabeça + apyr, pontuda + a, sufixo); seguindo sua confluência até o rio Jequitinhonha; atravessando, foram ter ao rio Araçuaí, cujo curso subiram até seu afluente da margem direita, o rio Itamarindiba, muito fértil de peixe. E o que seria na verdade a famosa lagoa de Vapabuçu, objetivo de tantas fadigas? Talvez a hoje Lagoa da Água Preta? Buscava Vupabuçu (termo da língua geral paulista que significa "lago grande": vupaba, lago + usu, grande) ou Lago Grande, o socavão das esmeraldas que ali dizia ter descoberto Marcos Azeredo. Em fevereiro de 1681, ali teria achado pedras verdes. De qualquer jeito, seria na região banhada pelos rios Jequitinhonha e Araçuaí, riachos hoje chamados Gravata, Setúbal, Lufa, Calhau, Piauí e Urubu, que descem das montanhas que separam as bacias do rio Doce e do rio Jequitinhonha, a mais rica no Brasil, até hoje, em pedras coloridas.
Diz Diogo: "Chegou finalmente, indo para o Norte, às águas do Vupabuçu de onde expediu cem bastardos à volta, nos pântanos pestilentos. E achou. Febres pestíferas, o hálito celebrado".
Serra Fria deve ter sido um posto no itinerário do retorno, procurando atalho de volta para o Sumidouro: era a Ivituruí dos índios. Um obscuro participante, Duarte Lopes, achou ouro num  ribeirão afluente do rio Guarapiranga, pertinho da atual Mariana, e, por isso, em 1694, a bandeira vicentina de Manuel de Camargo, do seu cunhado Bartolomeu Bueno de Siqueira, do genro Miguel de Almeida e do sobrinho João Lopes de Camargo, teriam para lá se dirigido e descoberto ouro na serra de Itaverava, atual Ouro Preto.

### Morte

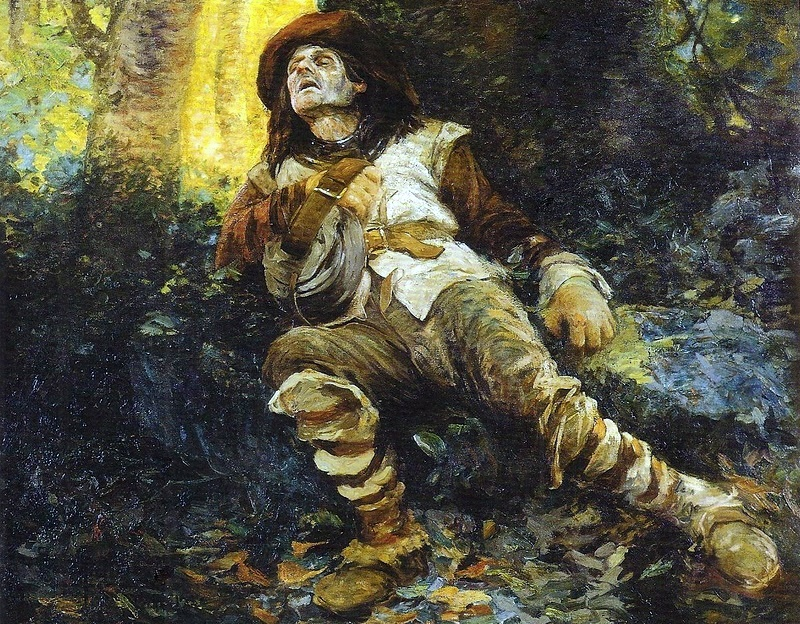
Morte de Fernão Dias Paes Leme, pintura de Antônio Parreiras (1920). Representação da mortal decepção do bandeirante em sua longa busca por esmeraldas.

A verdade é que, depois de percorrer durante quatro anos as terras que pertenceriam ao Espírito Santo (e hoje formam o estado de Minas Gerais), tendo fundado diversos arraiais, encontrou um lote de pedras verdes. As pedras não eram esmeraldas, mas turmalinas, mas Fernão Dias morreu de febre no meio da mata, sem tomar conhecimento desse fato. Era outono em 1681.
O certo é que as pedrinhas verdes, pelas quais Fernão Dias fez tantos sacrifícios para conseguir, foram entregues mais tarde a seu outro filho Garcia Rodrigues, e o então capitão e genro Borba Gato assumiu a chefia de toda a bandeira.
Partira de São Paulo a tropa de D. Rodrigo de Castelo Branco, com Matias Cardoso de Almeida. No mês de março de 1681, escrevia Fernão Dias carta datada de 27: "Deixo abertas cavas de esmeraldas no mesmo morro donde as levou Marcos de Azeredo, já defunto, coisa que há de estimar-se em Portugal." A tradição quer que tais esmeraldas tenham sido colhidas na região dos rios Jequitinhonha e Araçuaí.
Fernão Dias Pais Leme morreu junto ao rio Guaicuí (Guaiachi ou  Rio das Velhas), com todos os seus bens empenhados na expedição, deixando viúva Dona Maria Pais Betim, de apenas 39 anos, cinco filhas solteiras e cinco sobrinhas órfãs. Segundo a lenda o seu corpo esta enterrado ao lado da Igreja de Pedra que ele mandou construiu no século XVII, por razões desconhecidas a igreja que fica no distrito de Barra do Guaicuí município de Várzea da Palma, Minas Gerais nunca foi concluída. Muitos outros morreriam da mesma febre no Vapauçu e Itamarandiba. Comentam autores que certamente chegou às alturas do Serro do Frio e proibiu a penetração de qualquer bandeira ao norte de Sabarabuçu. Muito se escreveu sobre sua morte: especula-se que deve ter morrido à vista do Sumidouro. Por última vontade, encarregou o filho Garcia de voltar a São Paulo para entregar as esmeraldas à câmara e se colocar como primogênito à testa da família. Ao genro Borba Gato, deve ter na mesma ocasião mandado sair do Sumidouro em continuação dos descobrimentos do Sabaraboçu, para cuja diligência Garcia lhe entregaria, como se cumpriu, os instrumentos, armas e munições da bandeira. O historiador Diogo de Vasconcelos acha, por sua vez, que Borba Gato estivera nesse tempo no Sabaraboçu e não no Sumidouro,  enquanto Fernão Dias seguira para o sertão das esmeraldas – o que outros autores consideram contraditório, pois não teria armas e munições como lhe foram entregues, e o ouro do Sabaraboçu, à flor da margem do rio, certamente já estaria por este descoberto.
Dispersou-se a bandeira, Garcia Rodrigues Pais voltou a São Paulo, encontrando no caminho a gente de D. Rodrigo de Castelo Branco. Depois dos incidentes conhecidos, Borba Gato partiu para Sabarabuçu. Dos sertanistas que o acompanharam, Matias Cardoso estabeleceu depois a estrada entre as Minas e os currais de gado do São Francisco; Borba Gato devassou o Rio das Velhas; e Garcia Rodrigues Pais abriu a estrada de Minas para o Rio de Janeiro que ficou conhecida como Caminho Novo.

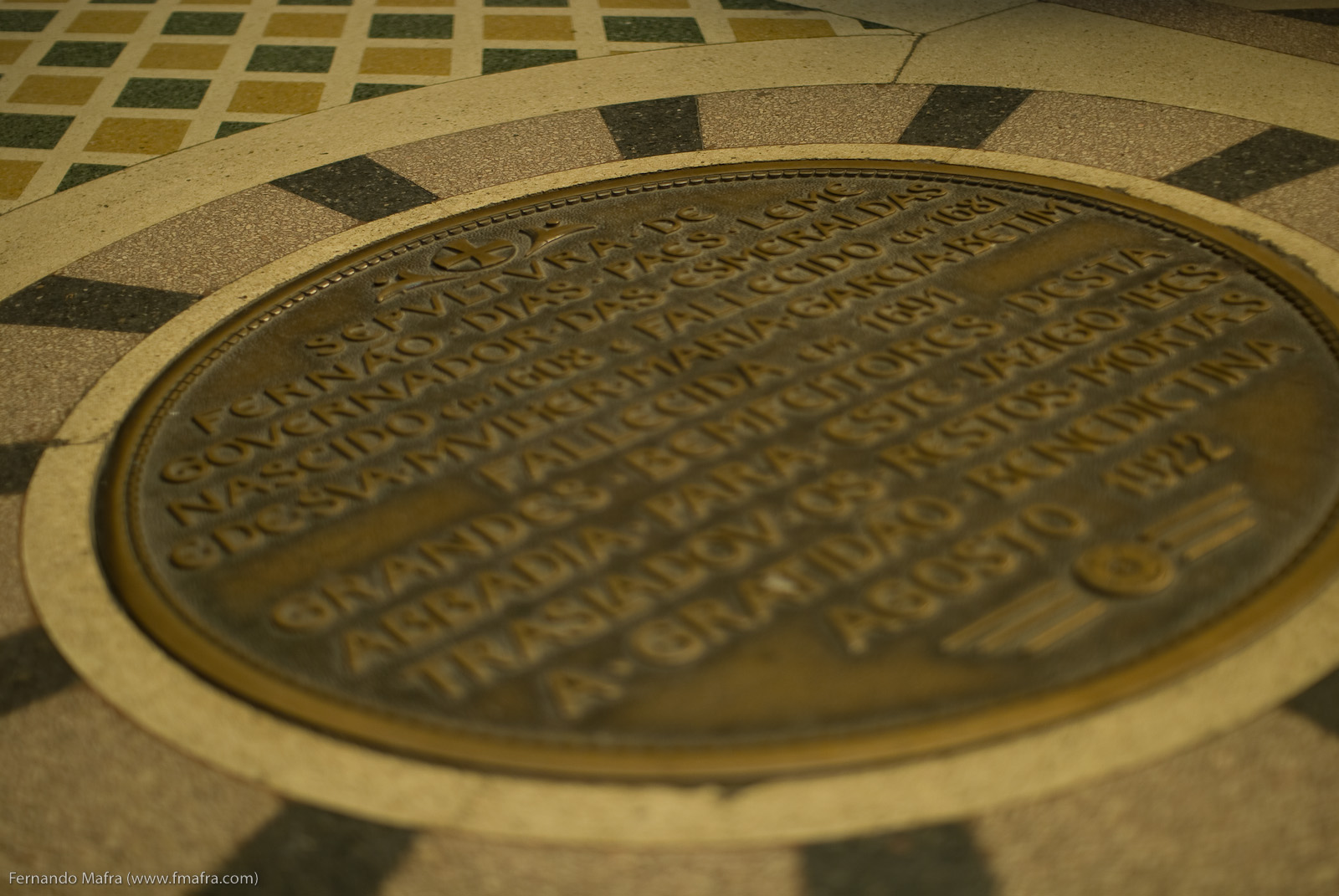
Túmulo de Fernão Dias, no Mosteiro de São Bento, em São Paulo.

Desde 1660, havia ajudado na reconstrução do mosteiro de São Bento, onde obteve jazigo para si e seus descendentes. Seus ossos foram assim sepultados no Mosteiro de São Bento em São Paulo, do qual havia sido financiador. Na pequena cidade de Ibituruna, no Sul de Minas, existe até hoje um marco de pedra que se atribuiu ao Bandeirante, que deixou sua herança em inúmeras outras localidades mineiras, como Pouso Alegre, onde existe uma estátua de pedra ao lado da Rodovia que leva o seu nome.
As câmaras de Parnaíba, São Vicente, Santos, São Paulo e Taubaté passaram atestado de seus serviços, a primeira em 20 de dezembro de 1681.
Enquanto isso, o príncipe-regente, futuro D. Pedro II de Portugal, em  4 de dezembro de 1677 lhe havia enviado carta, meio perplexo, em que lhe diz: "Pelas cartas que me escrevestes, fiquei entendendo o zelo que tendes do meu serviço; e como tratáveis do descobrimento da serra do Sabaraboçu e outras minas nesse sertão, que enviastes amostras de cristal e outras pedras; e porque fio do vosso zelo, que ora novamente continues esse serviço com assistência do administrador geral D. Rodrigo de Castelo Branco e do tesoureiro geral Jorge Soares de Macedo, a quem ordeno, que desvanecido o negócio a que os mando das minas de prata e ouro de Parnaguá, passem a Sabaraboçu por ultima diligência das minas dessa repartição, em que há tanto tempo se continua sem efeito, espero que com a vossa indústria e advertência que que fizerdes ao mesmo administrador, tenha o bom sucesso que se procura; e a vós a mercê que podeis esperar de mim, quando do se consiga." Assim, o príncipe temia não o encontrar no sertão e enviara a D. Rodrigo, mas esse deveria ouvi-lo e seguir suas direções.
Próximo do local onde mandara enforcar o filho, nas margens do Rio das Velhas, o seu espírito de lutador se desprendeu igualmente do corpo exausto, e quando, no íntimo do seu coração, implorava a misericórdia do Altíssimo para o delito, com que exorbitara de suas funções na Terra, a voz de Ismael falou-lhe do Infinito: — Irmão, as quedas, com as suas experiências sombrias, constituirão os degraus do teu caminho para as mais gloriosas ascensões espirituais. Atrás dos teus passos florescem cidades valorosas no coração das matas virgens, e os que recebem os teus benefícios abençoam o teu esforço e a tua energia perseverante. A essas mesmas paragens, onde turvaste a consciência por um instante, levado pelos rigores da disciplina, voltarás com teu filho, sob as asas cariciosas da fraternidade e do amor, a fim de reparares o passado cheio de tribulações e lutas incontáveis, porque, no coração misericordioso de Deus, repousam, eternamente, as luminosas esmeraldas da esperança e do amor, que procuraste a vida inteira. Fernão Dias Pais abre os olhos materiais, pela última vez. Uma lágrima pesada e branca lhe corre pelas faces emagrecidas; mas, sobre o seu coração paira a bênção cariciosa da terra dourada das minas, e, sentindo-se na posse das verdadeiras esmeraldas do seu grande sonho, o ínclito batalhador regressa de novo à vida do Infinito.

## Legado

### Família
Fernão Dias Pais Leme  casou-se com Maria Garcia Rodrigues Betting (ou Betim), filha de Garcia Rodrigues Velho Filho e de Maria Betting (Betim ou Betinck). Juntos tiveram os seguintes filhos e filhas:
1. Garcia Rodrigues Pais, que abriu o chamado Caminho Novo, entre a baía de Guanabara ou seja, o Rio de Janeiro, e as Minas Gerais. Até então o caminho se fazia por mar, até Parati, galgava a serra do Mar e subia  pelo interior de São Paulo, transpondo a serra da Mantiqueira – o chamado Caminho Velho.
2. Pedro Dias Leite, que se casou com Maria de Lima e Morais;
3. Custódia Pais, que se casou com Gaspar Gonçalves Moreira;
4. Isabel Pais, que se casou com Jorge Moreira;
5. Mariana Pais, que se casou com Francisco Pais de Oliveira Horta, sendo o tronco de numerosas famílias mineiras ;
6. Catarina Pais, que se casou com Luís Soares Ferreira, filho de Gaspar Soares Ferreira e de Ana Maria da Cunha. Sertanista, casara antes com Catarina de Siqueira de Mendonça e, em 10 de abril de 1690, teve patente de capitão dada na Bahia pelo governador-geral para servir no terço do mestre de campo Matias Cardoso de Almeida; morreu em São Paulo, em 1716, e sua descendência é descrita por Silva Leme no volume VII, página 502, de Genealogia Paulistana.
7. Maria Leite, que se casou com Manuel de Borba Gato;
8. Ana Maria Leite, que se casou com João Henrique de Siqueira Baruel.

Antônio de Sant'Ana Galvão, mais conhecido como Frei Galvão, foi trineto de um irmão de Fernão Dias Pais Leme, Pascoal Leite Pais. Outro descendente, o trineto Pedro Dias Pais Leme da Câmara, foi Barão de São João Marcos. Pedro Dias Pais Leme, seu neto, foi Marquês de Quixeramobim.
O espírito guerreiro do "Caçador de Esmeraldas" se fez presente no século XX: Honório Lemes, que se dizia descendente do bandeirante, conhecido no Rio Grande do Sul como "O Leão de Caverá" ou "O Tropeiro da Liberdade", lutou na Revolução Legalista de 1923 com muita bravura, vindo a falecer em 1930 com sessenta e cinco anos de idade, pouco antes do começo da Revolução de 1930.

### Representações culturais

#### Nas artes

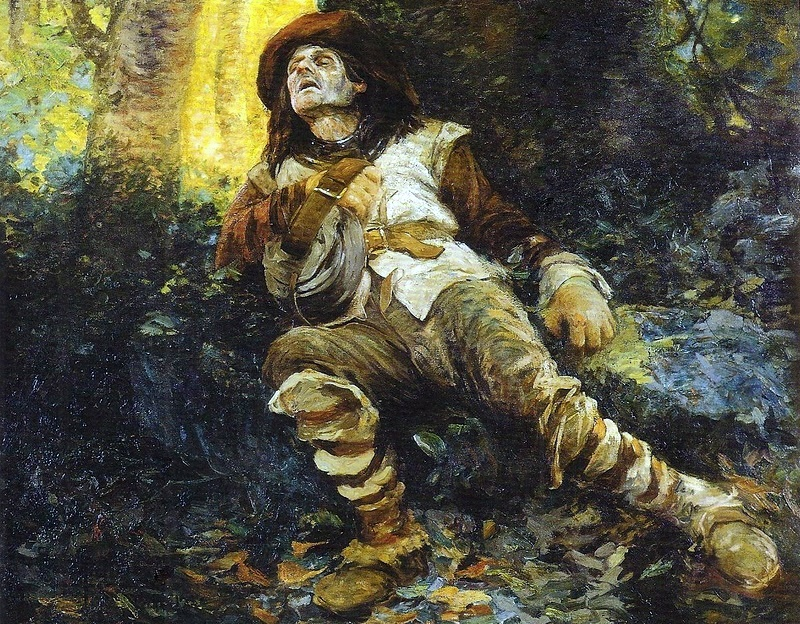
Morte de Fernão Dias Pais Leme, de Antônio Parreiras.

Fernão Dias Pais Leme tem sido consistentemente representado nas artes, inclusive na literatura, nas artes plásticas, no cinema e no teatro. Sua imagem foi apropriada como parte de um movimento que buscou estabelecer uma cultura e um senso de identidade tipicamente paulistas, iniciado no século XVIII e que teve seu ponto alto durante o Centenário da Independência, no começo da década de 1920. Esse movimento tinha como marca a exaltação do bandeirantismo como pilar da cultura paulista, e buscou "demonstrar a grandeza dos bandeirantes, sua pureza de sangue, sua bravura, suas conquistas, sua filiação à fidalguia portuguesa, contrapondo-se, assim, à imagem negativa descrita pelos jesuítas". Seu principal incentivador foi Washington Luís, interessado em história e sucessivamente prefeito da cidade de São Paulo, presidente do Estado de São Paulo e presidente do Brasil, e seu principal artífice foi Afonso d'Escragnolle Taunay.
Nesse contexto, Fernão Dias Pais foi tema do poema O caçador de Esmeraldas, de Olavo Bilac, publicado em 1902, do romance histórico A Bandeira de Fernão Dias, publicado por Paulo Setúbal em 1928, e de O sonho das esmeraldas, lançado pelo mesmo autor em 1935. No teatro, Pais Leme é a personagem-título da peça O Governador das Esmeraldas, publicada em 1911 pelo dramaturgo Carlos Góes. No âmbito do cinema, sua primeira representação foi no filme O Caçador de Diamantes, de 1934, e, embora ele não seja citado diretamente, o filme lhe foi dedicado por seu diretor, Vittorio Capellaro. Ele também aparece no filme Os bandeirantes, de Humberto Mauro, lançado em 1940, e em Fernão Dias: o governador das Esmeraldas, lançado por Alfredo Roberto Alves em 1956. Mais tarde, ele foi representado no filme O Caçador de Esmeraldas, de 1979, dirigido por Oswaldo de Oliveira. Nesta obra, que teve em seu elenco Tarcísio Meira e Glória Menezes, foi interpretado por Jofre Soares.
Nas artes plásticas, duas estátuas suas são especialmente conhecidas, uma às margens do trecho da BR-381 que leva o seu nome, no município mineiro de Pouso Alegre, e a outra, esculpida por Luigi Brizzolara na década de 1920, é parte do acervo do Museu Paulista. Essa última estátua foi encomendada por Afonso d'Escragnolle Taunay, então diretor do museu, juntamente com uma estátua de Antônio Raposo Tavares, como representações, respectivamente, do “ciclo do ouro" e do “ciclo da caça ao índio”. Uma terceira escultura, inaugurada em 1922, como parte de um monumento a Olavo Bilac, foi originalmente instalado na Avenida Paulista, mas depois removida, em meados dos anos de 1930, e transferida para a Escola Estadual Fernão Dias Pais, em Pinheiros. Também é notória a sua representação na tela Morte de Fernão Dias Pais Leme, de Antônio Parreiras, atualmente parte do acervo da Pinacoteca Municipal de São Paulo.

#### Rodovia Fernão Dias
A figura de Fernão Dias é amplamente associada ao desbravamento do interior do Brasil e, por meio dele, à descoberta das minas gerais e ao início do Ciclo do Ouro. Assim, apropriadamente o trecho da BR-381 que contacta Minas Gerais a São Paulo (mais especificamente, a Grande Belo Horizonte à Grande São Paulo), inaugurado no início dos anos 1960, leva o seu nome.